# Зигель, Генрих
Генрих Зигель (нем. Heinrich Siegel; 1830, Ладенбург — 1899) — историк германского права.
Профессор германского права в Вене; по его инициативе Венская Академия наук приступила к изданию «Österreich. Weistümer» (см. т. V, стр. 728), имевшему большое значение для критики источников германского права.
Зигель напечатал:
- «Das deutsche Erbrecht nach den Rechtsquellen des Mittelalters» (Гейдельб. 1853);
- «Geschichte des deutschen Gerichtsverfahrens» (т. I, Гиссен, 1857);
- «Das Versprechen als Verpflichtungsgrund im heutigen Recht» (Берл. 1873);
- «Deutsche Rechtsgeschichte» (2 изд. 1889) и многие другие.